# Charniodiscus
Charniodiscus ist ein Fossil aus dem Ediacarium, das zu den Rangeomorpha gerechnet wird.

## Etymologie
Das zusammengesetzte Wort Charniodiscus leitet sich ab von Charn – der ersten Silbe von Charnwood – und dem altgriechischen δίσκος (diskos) mit der Bedeutung „Platte“, „Scheibe“ oder „Wurfscheibe“.

## Entdeckung und Typlokalität
Charniodiscus wurde in der Charnian Supergroup im Charnwood Forest bei Leicester entdeckt. Die wissenschaftliche Erstbeschreibung des Fossils erfolgte 1958 durch Trevor D. Ford. Ford benannte das Typfossil Charniodiscus concentricus, wobei er auf die Haftscheibe Bezug nahm, die von zwei konzentrischen Kreisen gekennzeichnet wird. Ein später entdeckter „Wedel“ (frond) gehörte zum eng verwandten Taxon Charnia masoni, das sich im Verzweigungsmuster der Wedel unterscheidet.

## Verbreitung
Neben der Typlokalität im Charnwood Forest wurde Charniodiscus bisher an folgenden Fundstellen angetroffen:
- Mistaken Point, Avalon Peninsula, Neufundland. Die Fossilien stammen aus der 575 bis 565 Millionen Jahre BP alten Mistaken-Point-Formation, die zur Coronation Group gehört.
- Ediacara-Hügel in Südaustralien[2]
- Weißmeerküste in Russland[3]
- Wernecke Mountains im Nordwesten Kanadas (Yukon)[4]

## Beschreibung

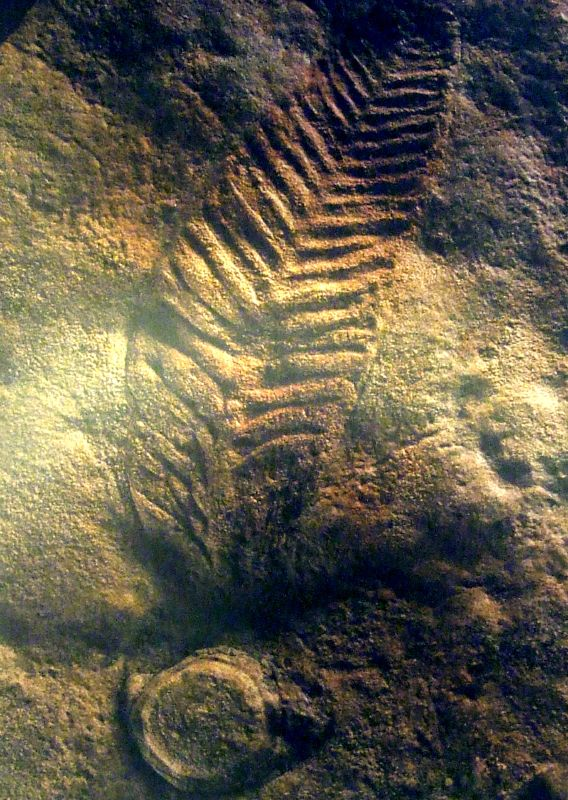
Charniodiscus arboreus
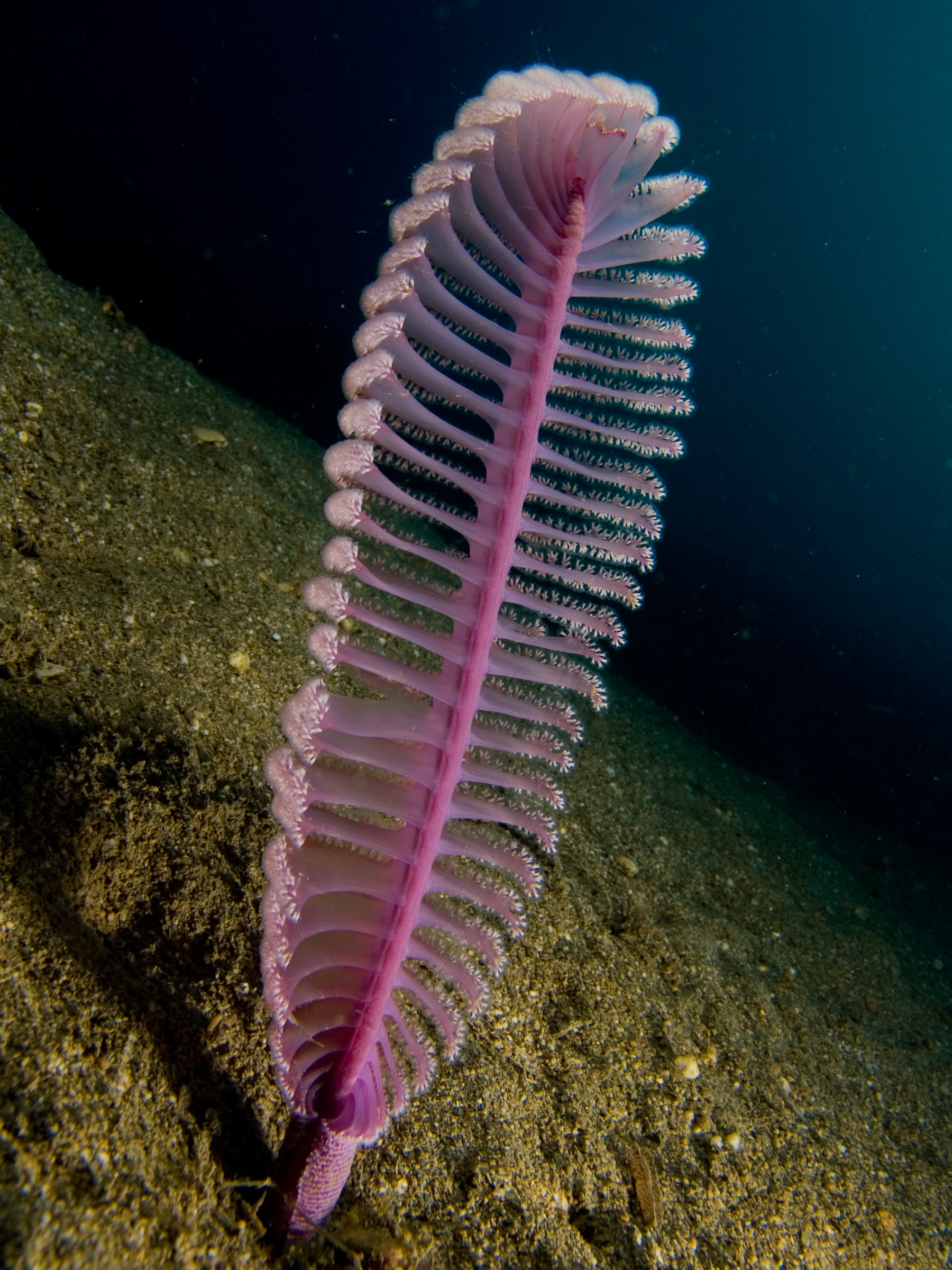
Die morphologisch ähnliche Seefeder Virgularia

Das zur Ediacara-Biota (575 bis 543 Millionen Jahre BP) gehörende Fossil Charniodiscus war wahrscheinlich ein auf dem Meeresboden festsitzender Filtrierer. Der Organismus bestand aus einer Verankerungsscheibe, einem aufrechten Stängel und einem verzweigten, blattförmigen Abschnitt, der, bei dieser und den verwandten Formen, wegen der Ähnlichkeit zu Farnwedeln (engl.: frond) als „frond“, übersetzt als „Wedel“, bezeichnet wird. Die Verankerungsscheibe war nach oben gewölbt und der Stängel biegsam. Der spitz zulaufende Wedel setzte sich aus einzelnen Segmenten zusammen. Zwei Wachstumsformen lassen sich unterscheiden: eine kurzstängelige mit flachem Wedel und eine langstängelige mit einem kleineren Wedel, der erst 50 Zentimeter oberhalb der Verankerungsscheibe ansetzte.

## Biologische Affinität
Charniodiscus ähnelt zwar oberflächlich Seefedern (Pennatulacea, Cnidaria), ist aber sehr wahrscheinlich kein Kronengruppentier, wie der unterschiedliche Anwachsmodus neuer Wedelelemente nahelegt (Bei Pennatulacea erfolgt das Anwachsen von unten, wohingegen bei Charniodiscus das Anwachsen an der Wedelspitze stattfand). Morphologische Ähnlichkeiten bestehen ebenfalls mit Thaumnaptilon walcotti aus der Burgess-Fauna aus dem mittleren Kambrium, bei dem aber Zooiden erhalten sein dürften. Als alternative Affinitäten werden prokaryotische Koloniebildner, angewachsene Vorfahren der Rippenquallen (Ctenophora), wie beispielsweise Stromatoveris aus der Chengjiang-Faunengemeinschaft in China, Fruchtkörper mariner Pilze oder Vendobionta sensu Seilacher ins Feld geführt. Trotz der Unsicherheiten in der stammesgeschichtlichen Zuordnung kann anhand der Strukturierung der Ökozönosen der Biota von Mistaken Point davon ausgegangen werden, dass Charniodiscus ein Suspensionsfiltrierer war, der mit seinem über den Meeresboden herausragenden Wedel Nahrung der umgebenden Wassersäule entzog.

## Habitat
Sedimentologische Studien in der Mistaken-Point-Formation in Neufundland zeigen, dass Charniodiscus im Tiefwasserbereich unterhalb der Sturmwellenbasis angesiedelt war.

## Taxonomie
Die Unterscheidung in einzelne Taxa erfolgt anhand der Anzahl der Einzelsegmente, ob ein distaler Stängel (Stachel) vorhanden ist oder nicht, und der morphometrischen Größen-Breiten-Relation (Englisch shape ratio).
Von Charniodiscus bestehen folgende Taxa:
Mit mehr als 20 Primärästen:
- Charniodiscus arboreus (Australien)
- Charniodiscus concentricus
- Charniodiscus longus
- Charniodiscus oppositus

Mit weniger als 15 Primärästen:
- Charniodiscus procerus (Neufundland)
- Charniodiscus spinosus (Neufundland)

## Alter
Charniodiscus tritt in Formationen mit einem Alter zwischen 565 und 555 Millionen Jahren BP auf.